# Leadore
Leadore è una città degli Stati Uniti d'America, situata nello Stato dell'Idaho, nella Contea di Lemhi.